# Oratorio di San Nicolao (Esino Lario)
L'oratorio di San Nicolao è una piccola chiesa, diventata nel 1979 sacrario dei caduti della prima e seconda guerra mondiale, che sorge a Esino Lario, in via don Giovanni Battista Rocca, all'inizio della Via Crucis dello scultore Michele Vedani.
La chiesa, facente parte della parrocchia di San Vittore, è intitolata a San Nicola di Flüe, eremita patrono della Svizzera che, secondo la tradizione, portò la fede cristiana in queste terre.
Al suo interno riposano le salme di alcuni esinesi caduti durante i due conflitti mondiali e la salma del generale di corpo d'armata Alfredo Mino, esinese, comandante generale dell'arma dei Carabinieri.
Alle spalle dell'edificio sorge un piccolo parco al cui interno si trovano una statua raffigurante papa Pio IX e una lapide commemorativa a Michele Vedani.